# Sedes Apostolica Gratiarum Abundantissima Mater
Sedes Apostolica Gratiarum Abundantissima Mater è una bolla pontificia di papa Pio IV promulgata il 22 febbraio 1564, con essa il papa concedeva al collegio dei dottori la facoltà “ad instar nonnullorum aliorum Italiae Collegiorum” ovvero "laureare" annualmente due poeti, di conferire lauree in diritto canonico e civile, di dare titoli accademici nelle arti, nella medicina e in altre facoltà ammesse nell'ordinamento universitario vigente, e di nominare notai.